# (There's Gotta) Be More To Life
«(There's Gotta) Be More To Life» (en español: «(Tiene que dar) Más de la Vida») es una canción de la cantante estadounidense Stacie Orrico, de su segundo álbum de estudio homónimo. La canción fue lanzada en Europe el 15 de junio de 2003 y en el Reino Unido y en el mundo en 11 de agosto de 2003. Escrito por Sabelle Breer, Kevin Kadish, Lucy Woodward, Harvey Mason Jr. y Damon Thomas, y producida por The Underdogs.
"(There's Gotta) Be More To Life" recibió críticas generalmente positivas de los críticos de música, y la mayoría de ellos calificó de "fuerte" y diciendo que era un punto culminante del álbum. La canción recibió éxito de crítica, y también fue un éxito en todo el mundo.

## Antecedentes
Orica había grabado un segundo álbum de estudio titulado Say It Again, que fue originalmente destinado solo a la radio pop cristiana, con una fecha de lanzamiento en abril de 2002. Sin embargo, cuando Virgin Records vieron el potencial de corriente con Stacie, el álbum fue pospuesto y luego cancelado mientras se reestructuró. Cuatro canciones de Say It Again fueron retirados, aunque dos fueron liberados posteriormente como b-sides individuales y pistas adicionales en la versión japoneses de álbum. Muchas de las canciones del álbum, que no fueron puestos en libertad como individuales, fueron puestos en libertad a través de estaciones de radio cristianas. Incluía "Security", "Strong Enough" y "Instead", que se estrenó como sencillos muy promocional. Por otro lado "Bounce Back" había sido lanzado como primer sencillo de álbum retirado, para finales de 2002, sin embargo de ejecutivos del sello decidieron cancelar la rotación de la canción en la radio. Pocos meses después fue anunciado que el nuevo sencillo del segundo álbum de estudio sería "Stuck". "Stuck" se convirtió en un éxito moderado tanto en norteamericana como en Europa, en junio de 2003, los ejecutivos discográficos consideraban lanzar "(There's Gotta) Be More To Life" como segundo sencillo, debido a su potencial musical.

## Recepción

### Críticas
"(There's Gotta) Be More To Life" recibió alabanza crítica de la mayoría de los críticos de música . Steve Losey de Allmusic le dio una revisión positiva, afirmando del álbum "Sin abandonar las raíces cristianas de cortes como" "(There's Gotta) Be More To Life", "no hay evidencia de la fuerza lírica en medio de la actitud de diva. Escuchando el más lento cortes que se ofrecen aquí es dulce recompensa".

### Rendimiento
"(There's Gotta) Be More To Life" alcanzó la posición número treinta en Billboard Hot 100, convirtiéndose en el sencillo más exitosos de Orrico en los Estados Unidos. La canción también alcanzó el puesto número cinco en Billboard Pop Songs. La canción también ha recibido el éxito en todo el mundo. La canción debutó en el número treinta y dos en la lista de sencillos de Australia, y después de ocho semanas en las listas de éxitos, que finalmente alcanzó el puesto número once. Se mantuvo en las listas durante diecinueve semanas y fue certificado de oro, vendiendo más de 35.000 copias en el país. La canción debutó en el número cuarenta y ocho en la lista de sencillo de Nueva Zelanda. Después de dos semanas, la canción saltó del número treinta y ocho con el número nueve, y después de dos semanas en la lista de los diez más populares, cayó al número doce. Pero la semana siguiente ella volvió a entrar en la lista de los diez más populares, y después de cinco semanas de ascender a la lista de los diez más populares que alcanzó su pico de número tres. Luego, tuvo otras dos semanas en la lista de los diez más populares antes lentamente cayendo fuera de las listas, con dieciocho semanas en total. La mitad de esos dieciocho semanas fueron en la lista de los diez más populares, y la canción fue certificado oro, vendiendo más de 7500 copias allí.

## Video musical
El videoclip de la canción fue dirigido por Dave Meyers, filmado en mayo de 2003. En él, Orrico interpreta a diversas mujeres con vidas diferentes: una dueña de casa endeudada, una cantante de una banda callejera, una maratonista, una modelo, una mesera, una mujer de negocios, una delincuente y una paracaidista BASE. Las transiciones de varias de estas escenas fueron hechas con el efecto morphing. Al final del video, Orrico aparece como una chica normal en la calle.

## Otras versiones
US: CD
1. «(There's Gotta Be) More To Life» (Álbum Versión)
2. «(There's Gotta Be) More To Life» (JN Radio Edit)
3. «(There's Gotta Be) More To Life» (Global Soul Radio Edit)
4. «(There's Gotta Be) More To Life» (Goodandevil/Ruff Ryders Remix)
5. «(There's Gotta Be) More To Life» (Briss Remix)
6. «(There's Gotta Be) More To Life» (Dr. Octavo Extended Mix)
7. «(There's Gotta Be) More To Life» (Jason Nevins Club Creation)

US: DVD
1. «(There's Gotta Be) More To Life» (Video)
2. «(There's Gotta Be) More To Life» (Audio Remix)
3. «Stuck» (Video)
4. «Stuck» (Audio Remix)
5. Behind The Scenes
6. Photo Gallery

Europe: CD1
1. «(There's Gotta Be) More To Life»
2. «Stuck» (Barry Harris & Chris Cox Remix)
3. «Star Of My Story»

UK: CD 1
1. «(There's Gotta Be) More To Life» (Álbum Versión)
2. «Star Of My Story»

UK: CD 2
1. «(There's Gotta Be) More To Life» (Álbum Versión)
2. «(There's Gotta Be) More To Life» (Dr. Octavo Extended Mix)
3. «Star Of My Story»
4. «(There's Gotta Be) More To Life» (Video)

## Posicionamiento
| Listas (2003)                                   | Posición |
| ----------------------------------------------- | -------- |
| Australian ARIA Singles Chart                   | 11       |
| Ö3 Austria Top 40                               | 23       |
| Alemania (Media Control Charts)[cita requerida] | 36       |
| Países Bajos (Tracklisten)                      | 12       |
| Irish Singles Chart                             | 9        |
| Nueva Zelanda (Recorded Music NZ)               | 3        |
| Norwegian Singles Chart                         | 2        |
| Swedish Singles Chart                           | 45       |
| Swiss Music Charts                              | 22       |
| Turquía Top 20 Chart[cita requerida]            | 1        |
| Reino Unido (Official Charts Company)           | 12       |
| U.S. Billboard Hot 100                          | 30       |
| U.S. Billboard Top 40 Mainstream                | 5        |
| U.S. Billboard Hot Adult Top 40                 | 31       |
| U.S. Billboard Hot Christian Songs              | 5        |
| U.S. Billboard Hot Christian Adult Contemporary | 6        |

### Certificación
| Country   | Certification | Sales/Shipments |
| --------- | ------------- | --------------- |
| Australia | Oro           | 35 000+         |

- Datos: Q4544897